# Tyto deroepstorffi
La lechuza de Andamán (Tyto deroepstorffi) es una especie de ave estrigiforme de la familia Tytonidae.

## Distribución
Es endémica de las selvas del sur de las islas Andamán.